# Square Up
Albums de Blackpink
Blackpink
(2017) Blackpink in Your Area
(2018)
Singles
1. Ddu-Du Ddu-Du
Sortie : 15 juin 2018

Square Up (stylisé SQUARE UP) est le premier EP coréen du girl group Blackpink. Il est paru le 15 juin 2018 par YG Entertainment. Il est disponible en deux versions et contient quatre pistes, avec "Ddu-Du Ddu-Du" comme titre principal et "Forever Young". 
À sa sortie, Square Up a débuté au top du classement d’albums de Gaon et a vendu près de 179 000 exemplaires au cours de ses quinze premiers jours de sortie en Corée du Sud.

## Liste des pistes
| Square Up | Square Up                | Square Up          | Square Up                    | Square Up                   | Square Up | Square Up | Square Up | Square Up | Square Up |
| No        | Titre                    | Paroles            | Musique                      | Arrangement                 | Durée     |           |           |           |           |
| --------- | ------------------------ | ------------------ | ---------------------------- | --------------------------- | --------- | --------- | --------- | --------- | --------- |
| 1.        | Ddu-Du Ddu-Du (뚜두뚜두) | Teddy              | Teddy, 24, R.Tee, Bekuh Boom | Teddy, 24, R.Tee            | 3:29      |           |           |           |           |
| 2.        | Forever Young            | Teddy              | Teddy, Future Bounce         | Teddy, Future Bounce, R.Tee | 3:57      |           |           |           |           |
| 3.        | Really                   | Teddy, Danny Chung | Teddy, Choice37              | Choice37                    | 3:17      |           |           |           |           |
| 4.        | See U Later              | Teddy              | Teddy, R.Tee, 24             | R.Tee, 24                   | 3:18      |           |           |           |           |
| 14:03     |                          |                    |                              |                             |           |           |           |           |           |

| Titre bonus de l’édition physique | Titre bonus de l’édition physique | Titre bonus de l’édition physique | Titre bonus de l’édition physique | Titre bonus de l’édition physique | Titre bonus de l’édition physique | Titre bonus de l’édition physique | Titre bonus de l’édition physique | Titre bonus de l’édition physique | Titre bonus de l’édition physique |
| No                                | Titre                             | Arrangement                       | Durée                             |                                   |                                   |                                   |                                   |                                   |                                   |
| --------------------------------- | --------------------------------- | --------------------------------- | --------------------------------- | --------------------------------- | --------------------------------- | --------------------------------- | --------------------------------- | --------------------------------- | --------------------------------- |
| 5.                                | As If It's Your Last (마지막처럼) | Teddy, Future Bounce              | 3:33                              |                                   |                                   |                                   |                                   |                                   |                                   |
| 17:36                             |                                   |                                   |                                   |                                   |                                   |                                   |                                   |                                   |                                   |

## Classements
| Classement (2018)                   | Meilleure position |
| ----------------------------------- | ------------------ |
| Australia (ARIA)                    | 61                 |
| Austrian Albums (Ö3 Austria)        | 26                 |
| Canadian Albums (Billboard)         | 21                 |
| French Albums (SNEP)                | 125                |
| Hungarian Albums (MAHASZ)           | 28                 |
| Japan Hot Albums (Billboard)        | 8                  |
| Japan (Oricon Digital Albums Chart) | 1                  |
| South Korean Albums (Gaon)          | 1                  |
| Swiss Albums (Schweizer Hitparade)  | 24                 |
| US Billboard 200                    | 40                 |
| US Independent Albums (Billboard)   | 4                  |
| US World Albums (Billboard)         | 1                  |

## Historique de sortie
| Région       | Date         | Format                                  | Label                         |
| ------------ | ------------ | --------------------------------------- | ----------------------------- |
| Corée du Sud | 20 juin 2018 | CD, téléchargement numérique, streaming | YG Entertainment, Genie Music |
| Divers       | 15 juin 2018 | Téléchargement numérique, streaming     | YG Entertainment, Genie Music |